# Văn hóa Sredny Stog
Văn hóa Sredny Stog, được đặt tên theo tên gọi của cánh rừng/đảo nhỏ Serednyi Stih ở phía đông bắc đảo Khortytsia (gần thành phố Zaporizhia, tỉnh Zaporizhia, Ukraina), nơi nó lần đầu tiên được xác định vào năm 1927, trong đó Средний Стог (Sredny Stog) là tên gọi thông thường trong tiếng Nga) có niên đại từ khoảng 4500-3500 TCN. Nó nằm ở ngay phía bắc biển Azov trên sông Dnepr. Một trong những di chỉ tốt nhất gắn liền với văn hóa này là Dereivka, cách Serednyi Stih khoảng 150 km về phía tây bắc.
Nó dường như là có mối liên hệ tiếp xúc với văn hóa Cucuteni-Trypillia dựa vào nông nghiệp ở phía tây, và là đương thời với văn hóa Khvalynsk. Có gợi ý (của Yuri Rassamakin) cho rằng nó nên được coi là thuật ngữ mang tính chất vùng miền, với ít nhất là 4 yếu tố văn hóa khác biệt. Chuyên gia hàng đầu về nền văn hóa này (Dmytro Telegin) đã phân chia văn hóa Sredny Stog thành hai thời kỳ khác biệt. Nó được kế tiếp bằng văn hóa Yamna.
Việc chôn cất người chết là trong các hố ngang bằng mặt đất chứ không phải tạo thành các gò mộ kiểu các nấm mồ dạng kurgan. Người chết được đặt nằm ngửa với hai chân gập lại. Đất son đã được sử dụng. Thời kỳ II được biết đến với đồ vật bằng gốm có sọc nối mà nó có thể là khởi đầu, và các rìu chiến bằng đá của kiểu sau này gắn liền với sự mở rộng về phía tây của các nền văn hóa Ấn-Âu. Đáng chú ý nhất, nó có lẽ có chứng cứ sớm nhất về việc thuần hóa ngựa (trong thời kỳ II, khoảng 4000-3500 TCN) với các di vật tìm thấy gợi ý về các mảnh xương má.
Trong văn cảnh của giả thuyết Kurgan của Marija Gimbutas đã sửa đổi, nền văn hóa khảo cổ tiền-kurgan này có thể đại diện cho Urheimat (quê hương) của tiếng Tiền Ấn-Âu. Thuyết liên tục đồ đá cũ (Paleolithic Continuity Theory/PCT), gắn văn hóa Yamna và văn hóa Sredny Stog với các dân tộc Turk.